# Willis Creek
Willis Creek est un ruisseau situé dans le Grand Staircase-Escalante National Monument dans le sud de l'Utah. Le ruisseau traverse une gorge qui dans certaines sections se rétrécit pour devenir un canyon en fente. Le ruisseau est populaire auprès des randonneurs car le ruisseau est généralement très peu profond  et un sentier longe le ruisseau. La fin du ruisseau est sèche.
Willis Creek a été nommé ainsi en référence à William Patterson Willis, un des premiers colons de la région,.